# Opithandra dalzielii
Opithandra dalzielii là một loài thực vật có hoa trong họ Tai voi. Loài này được (W.W. Sm.) B.L. Burtt mô tả khoa học đầu tiên năm 1958.